# جو دوغرتي
جو دوغرتي (بالإنجليزية: Joe Dougherty)‏ هو مجدف أمريكي، ولد في 3 يوليو 1901 في فيلادلفيا في الولايات المتحدة، وتوفي في 8 فبراير 1981 في Upper Darby Township, Pennsylvania ‏ في الولايات المتحدة.

## وصلات خارجية
- جو دوغرتي على موقع الاتحاد الدولي للتجديف (الإنجليزية)
- جو دوغرتي على موقع أوليمبيديا (الإنجليزية)